# Stephanie Gaumnitz
Stephanie Gaumnitz (geboortenaam Pohl) (Cottbus, 21 oktober 1987) is een Duitse voormalige wielrenster die actief was op de weg, in het veld en op de baan. In de puntenkoers werd ze Duits, Europees en wereldkampioene op de baan. Ze reed in 2009 en 2010 bij de Duitse wielerploeg Nürnberger Versicherung, in 2013 bij het Nederlandse Team Futurumshop.nl en in 2016 en 2017 bij de Zwitserse ploeg Cervélo-Bigla, waar ze na twee seizoenen haar carrière beëindigde.

## Palmares

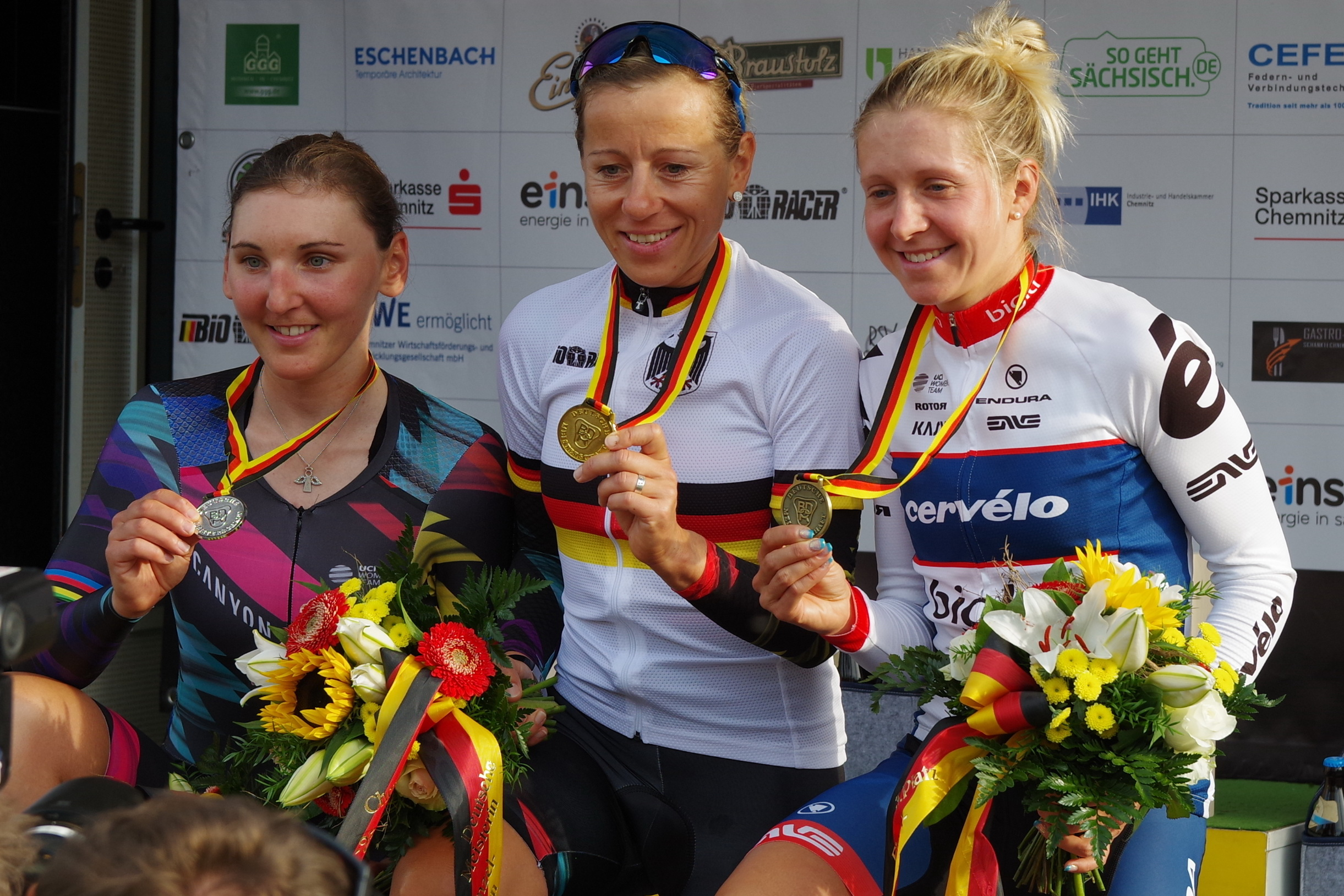
Gaumnitz won brons op het Duits kampioenschap tijdrijden 2017.

### Weg
2015
- Eindklassement Rás na mBan

2016
- Duits kampioenschap tijdrijden
- WK Ploegentijdrit in Doha met Cervélo-Bigla

2017
- WK Ploegentijdrit in Bergen met Cervélo-Bigla
- Duits kampioenschap tijdrijden

### Veld
2008
- Duits kampioenschap veldrijden

### Baan

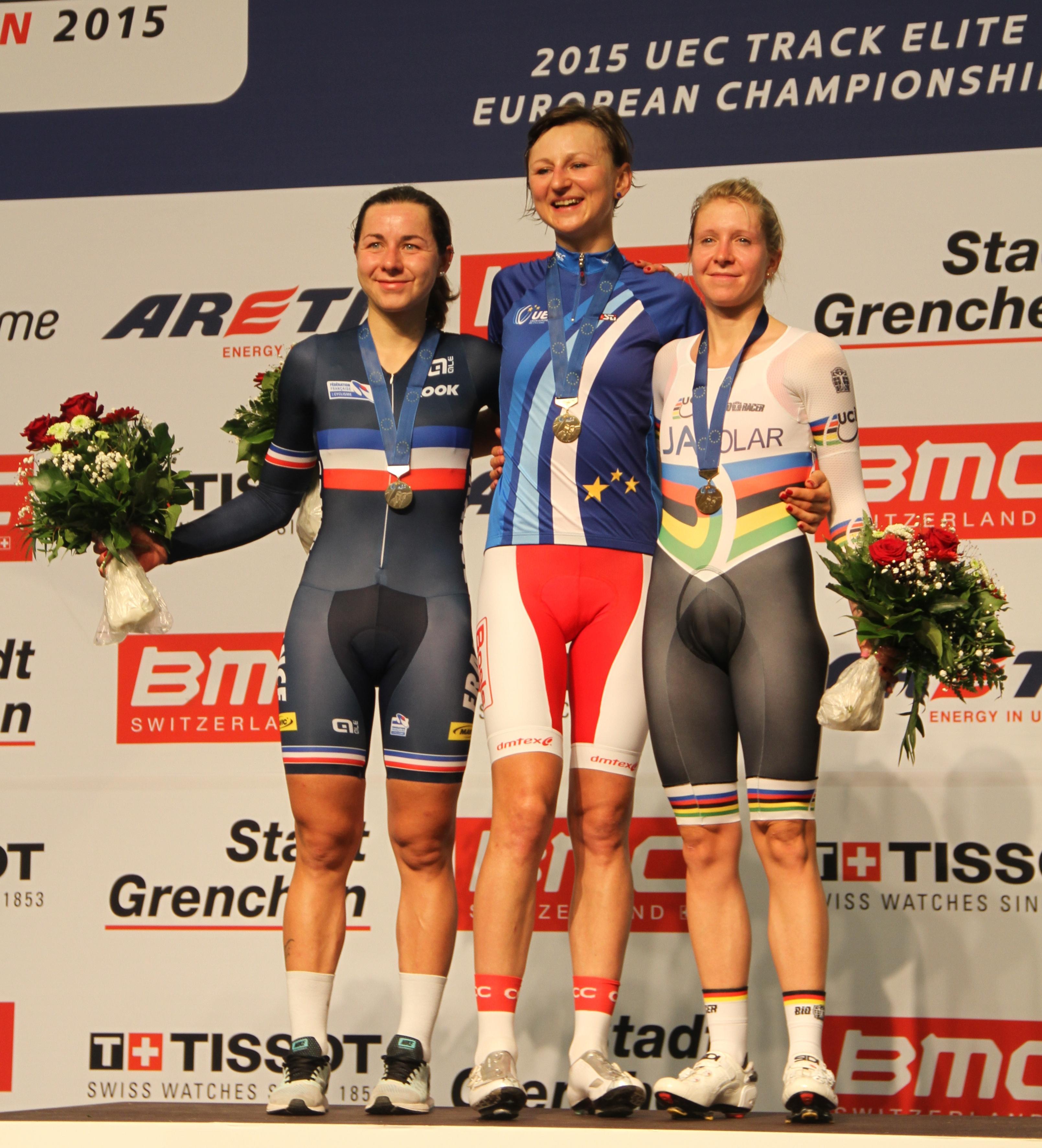
Brons op het EK puntenkoers 2015.

| Jaar | DK                                  | EK          | WK          | Overig |
| ---- | ----------------------------------- | ----------- | ----------- | ------ |
| 2011 | Achtervolging, Puntenkoers          |             |             |        |
| 2012 | Puntenkoers                         | Puntenkoers |             |        |
| 2013 |                                     |             |             |        |
| 2014 | Achtervolging, Puntenkoers          |             | Puntenkoers |        |
| 2015 | Omnium · Achtervolging, Puntenkoers | Puntenkoers | Puntenkoers |        |
| 2016 |                                     |             |             |        |

## Privéleven
In mei 2009 kreeg Pohl een dochter Nele samen met Michael Gaumnitz, die ook haar trainer is en met wie ze trouwde in juli 2017.